# 鶴瓶の家族に乾杯
『鶴瓶の家族に乾杯』（つるべのかぞくにかんぱい）は、1995年8月16日からNHK総合で毎週月曜日の19時57分 - 20時42分に放送されている紀行・バラエティ番組である。
司会を務める笑福亭鶴瓶の冠番組。番組の通称および略称は「家族に乾杯」。字幕放送、ステレオ放送を実施。2011年度からはNHK総合のみ解説放送（ステレオ2音声）も実施。

## 概要
司会の鶴瓶とゲストが旅人として各地を訪れ、「家族」をテーマにして地元の人々と触れ合いながら旅をしていく番組である。
この手法を最初に採用したのは毎日放送の『夜はクネクネ』であったが、同番組は関西ローカルだったため、全国ネットでの本格的な紀行バラエティ番組は本番組が事実上初であった。
「土曜特集」の枠では毎月1回の放送だったが、2005年4月からの定時番組編成からは放送時間が短縮、1つの旅を2回に分けたシリーズで紹介した。2016年4月から放送時間が73分に拡大、前編と後編を統合し1回で完結するように戻った。2022年4月からは再び45分番組の前後編になった。
番組の基本ルール
- 台本いっさいなしのぶっつけ本番旅
- 行き先はゲストが行きたい場所
- 鶴瓶とゲストはスタート地点で初めて合流
- ゲストも鶴瓶同様、自力で地元の人々とふれあう
- スタジオ収録もリハーサルなしのぶっつけ本番

番組のオープニングでは、下記のような番組の主旨が書かれた文章が流れる（まれに「再会編」など放送回によって異なる場合もある）。
旅先の待ち合わせ場所にいるゲストのもとへ鶴瓶が合流するシーンで始まる。まず鶴瓶とゲストが一緒に行動するが、後に2人は別々に行動する。旅先で撮影したビデオ映像を編集し、東京のスタジオ=NHK放送センターに戻って振り返るという構成である。
スタジオの司会はNHKアナウンサーの小野文恵、VTRのナレーションは三宅民夫。
スタジオでは鶴瓶たちが画面だけでは伝えられなかった細かいエピソードを折り込む。鶴瓶らの旅ロケとは別に、スタッフが旅の舞台となった町の魅力を取材。また鶴瓶らが出会った家族のもとへ再訪問し、感想や後日談、出演者へのメッセージを取材。これを織り込みながら進行する。
制作側はゲストに「どのような場所へ行きたいか」リクエストしてもらい、どこの町に行くかだけを決めて、現地では両人に自由に動いてもらう。収録チームも両人に一組ずつ付く。撮影する自治体は現地の市町村役場に連絡する以外は徹底的に秘密にされており、スタッフは局内のホワイトボードにも出張先を一切書かないようにしているという。
『さだ&鶴瓶』時代の1、2回目は、途中で出会った人を一堂に集めて最後にさだが歌を披露するというものだったが、3回目で都合により現地でさだと鶴瓶が一度も出会えなかったことが現在の番組の流れにつながっている。なお「家族に乾杯」に移行後も1998年7月18日の山本譲二（沖縄県竹富町竹富島）、2003年5月3日のさだまさし（山形県高畠町）、2010年10月11日の上田正樹（北海道余市町）、2011年12月19日の村治佳織（長崎県平戸市）が現地の人を集めて歌や演奏を披露しているほか、2011年5月30日の「宮城県石巻市 再会編」では、同じ会場で鶴瓶が落語を、さだが歌をそれぞれ披露している。
75分時代の前期には、メインのVTRの他に、現地の人にアンケートのように取材したVTRを流すコーナーがはさまれていた。またゲストが今回の旅と関係ない思い出を語ったり、視聴者からの手紙を紹介するコーナーもあった。視聴者からは川柳も募集している。
第25回放送文化基金賞を受賞した。また、笑福亭鶴瓶は本番組への出演で第45回ギャラクシー賞（2008年）奨励賞を受賞している。

## 番組の歴史

### さだまさしとの関係
もともと本番組は、さだまさしにNHK側から「さだと、さだがコンサートで行く地域の人々とふれあう姿をテレビにしたら面白いのでは」という発想のもと番組化され、さだの友人である笑福亭鶴瓶との二人旅という形で始まった。1995年8月に特別番組『素晴らしきニッポン　さだ・鶴瓶のぶっつけ本番二人旅』として放送。当初はさだがメイン、鶴瓶はさだの旅のパートナーとして番組にかかわっていた。第1回は、さだが村の歌を頼まれて作ったが村自体への訪問はないという岐阜県谷汲村を訪ねるというものだった。『さだ&鶴瓶』では3回（谷汲村、三重県美杉村、熊本県湯前町）放送した。さだが作った谷汲村の歌「風の谷から」の歌詞は「終着駅を降りたら」で始まるが、『さだ&鶴瓶』の行き先は、いずれも鉄道の終点があるという条件で選ばれていた（なお、第1回の名鉄谷汲線は2001年に廃止されている）。
- 1995年8月16日 『素晴らしきニッポン　さだ・鶴瓶のぶっつけ本番二人旅』 岐阜県谷汲村
- 1995年11月23日 『素晴らしきニッポン　さだ・鶴瓶のぶっつけ本番二人旅』 三重県美杉村
- 1996年2月22日 『素晴らしきニッポン　さだ・鶴瓶のぶっつけ本番二人旅』 熊本県湯前町

さらに、鶴瓶と内海好江、大島智子の3人旅で特番『鶴瓶のにっぽん家族に乾杯』を放送。舞台は岡山県牛窓町。その後、現タイトルで1997年3月から月1回レギュラー化、4月には「土曜特集」枠内での放送が始まった。
- 1996年9月16日 『鶴瓶のにっぽん家族に乾杯』 岡山県牛窓町（内海好江、大島智子） - 特番。
- 1997年3月1日 『鶴瓶の家族に乾杯』 西之表市種子島（前川清） - このタイトルでの第1回、月1レギュラー。
- 1997年4月26日 『鶴瓶の家族に乾杯』 広島県府中市上下町（さだまさし） - 「土曜特集」枠にて以後月末。

『NHK年鑑』には番組の開始は1997年と書かれている。「土曜特集」での第1回は、特番時代メインのさだと鶴瓶の二人旅だった（その後も「土曜特集」時代初年度は合計3回はさだと鶴瓶の二人旅）。しかし、さだのスケジュールの都合で定期的な出演が困難になり、さらに後になり出演そのものを固辞したため、鶴瓶とゲストとの旅という今の形に落ち着いた（さだはその後2000年、2003年、2005年、2021年にゲスト出演している）。さだは、以後も番組の主題歌「Birthday」を歌っている。
2005年7月15日の鹿児島県喜入町の回では、鶴瓶がさだそっくりな一般人を見つけて、以後の旅に終始連れて歩いた。
さだは2024年現在、NHK総合でほぼ月1回深夜に放送されている『今夜も生でさだまさし』のメインパーソナリティーを務めているが、同番組は『家族に乾杯』の構成作家である井上知幸が構成作家兼アシスタントを担当しているほか、小野文惠もコントVTRなどに不定期で出演している。2008年元日の放送では、オープニングで『第58回NHK紅白歌合戦』の白組司会を終えた鶴瓶が出演した。鶴瓶は自分が紅白の司会に決まると真っ先にさだに「Birthday」を歌うように頼んだといい、紅白では「Birthday」に合わせて画面には『家族に乾杯』（『さだ&鶴瓶』時代のもの）でのさだと鶴瓶の映像が放送された。2009年秋の放送ではさだが画面から「（正月の番組は）小野さんのスケジュール待ちです」と呼びかけ、2010年元日の番組に小野は、実家へ帰省する切符をキャンセルして出演した。2012年元日は、小野は帰省中にもかかわらずこの番組のために大阪へ往復した。
2011年5月23日と5月30日の放送では、再会編として東日本大震災で被災した宮城県石巻市を再訪。この時、パートナーとしてさだまさしが同行し、6年ぶりに「さだ+鶴瓶」による家族に乾杯が実現した。
2015年7月6日と7月13日の放送では、さだの青年時代を描いたドラマ『ちゃんぽん食べたか』でさだの役を演じた菅田将暉がパートナーとしてさだの出身地を巡り、さだがVTR出演した。
2021年5月24日と6月7日の放送では、千葉県を訪れ、「ゴールデンコンビ復活SP さだまさしと千葉で春探し」と題し、久々のさだ・鶴瓶のコンビ復活が実現した。

### 月1回放送
当初は45分番組だったが（「家族に乾杯」のタイトルでの第1回は50分、第2回と1997年の年末スペシャルは60分）、1998年4月から75分番組になる。しかし1999年3月に45分番組に、2000年4月からまた75分番組になる。スタジオ収録は、番組初期は鶴瓶とゲストのタレントのみでの進行だったが、1998年4月に75分枠になった際に酒井ゆきえがスタジオ司会となる。しかし酒井は1回限りで降板し、5月はNHKアナウンサーの伊東敏恵が担当（当時、この回の舞台であった岡山放送局に所属していた）。
1998年6月20日放送分から小野が起用され現在に至る（ただし、1998年12月19日放送分は伊東、1999年4月17日放送分は当時甲府放送局アナウンサーの島津有理子が代役登板で出演）。なお小野は、それ以前にもナレーターとして登場している（1997年前半まで、1年先輩でアナウンサーの山本志保と交互に担当）。小野の初登場での「アナウンス室の秘密兵器と呼ばれています」などといったやりとりは、週刊誌にも取り上げられた。

### 毎週レギュラー化
2005年4月からは毎週金曜日20時から45分のレギュラー番組となり、1ゲストで2週間分放送（前編・後編）という形態で放送されるようになった。この当時は地域番組を編成するために差し替えを行うこともあった。特に北海道では札幌放送局制作の地域番組を（原則）毎週放送していた（ただ、2004年度以前とは異なり、同日放送を行った回もある）。地域番組に差し替えた場合、翌日土曜日10時台またはその翌日以降に時差放送を行った。
2006年4月3日放送分からは、これまで『生きもの地球紀行』『地球・ふしぎ大自然』など生物・自然環境の教養番組を放送していた月曜日20時からの放送となった（北海道地方も後日放送ではなく当日放送になった）。ここから視聴率も徐々に上がって15%前後を確保し、同時間帯1位を獲得することも多い。なお祝日は特別番組編成となり放送回数は少なく、3週間に1度のペースでロケを行う。NHKが2006年に公開した「ジャンル別番組制作費」によると、制作費は1本約1250万円かかるとされる。
2007年12月10日と12月17日の旅の目的地が宮城県になったことにより、47都道府県すべてを回ったことになる。これに関しては、放送が十数年にわたるにもかかわらず栃木と宮城に行っていなかったことにスタッフが気付き、2007年最後の2回の旅であわてて両県に行ったというエピソードがある。
2010年7月5日の放送は当初、過去に放送した場所を再訪する番外編を放送予定だったが、大相撲野球賭博問題に関する『NHKスペシャル』の放送に変更となり、予定されていた番外編は同年9月27日に延期となった。
2011年3月11日発生の東北地方太平洋沖地震（東日本大震災）に際しては、総合が震災関連の報道体制をとっていたために3月14日以降の放送が休止され、レギュラー放送は5月2日に再開された。これ以降、毎年3月前半の放送分では必ず東日本大震災の被災地の自治体を訪問している（2022年を除く）。
2011年度からデジタル放送に限り、解説放送を開始（ステレオ2。アナログ放送は従来通り解説なし、ステレオのみ）。
2016年4月から、放送時間が30分繰り上がり、19時30分から20時43分までの73分枠に拡大、番組もこれまでの前後編から1話完結にスタイルを改められた。
2022年4月から、放送時間が27分縮小され19時57分 - 20時42分までの45分になり、前後編に戻った。
2022年9月19日（敬老の日）は当初広島県尾道市から番組初の生放送スペシャル（ゲスト：井ノ原快彦）を予定していたが、本番組の放送時間帯に9月8日に死去した イギリス国女王エリザベス2世の国葬のため、前座番組『NHKニュース7』の放送枠が拡大となった関係で、収録に切り替えた上で同年10月10日（スポーツの日）に放送された。
幻の生放送から1年5カ月後の2024年2月12日（振替休日）に、初の生放送スペシャルが広島県府中市（ゲスト：ムロツヨシ）から行われた。
2024年9月2日と9日はスタジオ司会を林田理沙が務め、25年ぶりに小野以外が担当した。
2024年9月16日（敬老の日）に、同年の能登半島地震の被災地である石川県輪島市から生放送スペシャルが放送された。ゲストは2015年に同市門前町を訪ねた常盤貴子。なお、9月23日（振替休日）10:05-11:30に予定された再放送は、9月21日にこの地域で豪雨災害（能登半島豪雨）が発生し、大雨特別警報が発令されたことによる緊急特別編成差し替えにより『土スタ』の代替放送（10:05-11:00。11:00-11:30は別編成）が行われることになり、編成の都合がつかなくなった関係で中止された。

## 出演者

### 司会
- 笑福亭鶴瓶[13]
- 小野文惠（NHKアナウンサー）（1998年6月20日 - 、それ以前にもナレーションの経験あり。2022年4月からのNHK広島放送局への異動後も出演を継続）[注 4]

### ナレーション
- 常盤貴子（2016年3月21日 - ）[注 5]
- 三宅民夫（2019年4月1日 - ）[注 6]

過去
- 久米明（小野の出演時代以降 - 2019年3月4日）[注 7]

## 放送時間
- NHK総合 毎週月曜日 19時57分 - 20時43分（2022年4月4日 - ）
  - 随時別番組（月1回ペース）（過去に「プロフェッショナル 仕事の流儀」「ファミリーヒストリー」など。2023年度は「クイズ!丸をつけるだけ」[14]）が放送されるため、その日は休止

## コロナ禍の特別編
- 2020年4月6日の放送は当初、香川県琴平町を旅した回（ゲスト：北島康介）を放送する予定だったが、急遽予定を変更し、同年3月29日に死去した志村けんを追悼して「志村けんさんありがとう〜2010年 福島県小野町の旅」と題し、2010年3月29日・4月5日に放送した志村ゲスト回を再編集して放送した[15]。冒頭には志村を追悼し予定変更で放送する旨をテロップで表示したほか、エンディングでは「志村けんさん ありがとうございました」と表示して終了した（当日は『NHKニュース7』拡大のため、19時33分 - 20時45分の枠での放送。なお、当初予定回は翌週に移動して放送された）。
- 2020年6月以降、新型コロナウイルス感染拡大により、ロケを控え、スタジオにゲストを迎えてこれまでの放送を都道府県別に振り返る特別編を放送した。また、リモートで印象的な家族に放送後や現状の様子を聞いた。放送された回は次の通り。
  - 2020年6月15日 「2020特別編　日本の村スペシャル」[16] 番組訪問村数 22村
  - 2020年7月13日 「2020特別編　林家たい平と鹿児島スペシャル」 番組訪問回数 18回
  - 2020年8月3日 「2020特別編　水川あさみと海外スペシャル」 番組訪問回数 13回
  - 2020年8月31日 「2020特別編　吉岡里帆と北海道スペシャル」 番組訪問回数 22回
  - 2020年9月7日 「2020特別編　松下奈緒と静岡スペシャル」 番組訪問回数 13回
  - 2020年9月14日 「2020特別編　中村勘九郎と広島スペシャル」 番組訪問回数 13回
  - 2020年10月5日 「2020特別編　神木隆之介と愛媛スペシャル」 番組訪問回数 12回
  - 2020年10月12日 「2020特別編　キムラ緑子と青森スペシャル」 番組訪問回数 12回
  - 2020年10月19日 「2020特別編　広末涼子と千葉スペシャル」 番組訪問回数 11回
  - 2020年11月2日 「2020特別編　三浦大知と秋田スペシャル」 番組訪問回数 11回
  - 2020年11月9日 「2020特別編　久本雅美と大分スペシャル」 番組訪問回数 10回
  - 2020年11月16日 「2020特別編　奥田瑛二と石川スペシャル」 番組訪問回数 9回
  - 2020年11月30日 「2020特別編　美保純と香川スペシャル」 番組訪問回数 10回
  - 2020年12月7日 「2020特別編　藤井フミヤと熊本スペシャル」 番組訪問回数 9回
  - 2020年12月14日 「2020特別編　八嶋智人と富山スペシャル」 番組訪問回数 8回
  - 2021年1月18日 「2020特別編　舞の海秀平と長崎スペシャル」 番組訪問回数 9回
  - 2021年2月1日 「2020特別編　又吉直樹と山口スペシャル」 番組訪問回数 9回
  - 2021年2月8日 「2020特別編　高橋英樹と沖縄スペシャル」 番組訪問回数 13回
  - 2021年3月1日 「特別編　高橋尚子と岩手スペシャル」 番組訪問回数 9回
  - 2021年3月8日 「特別編　高橋尚子と福島スペシャル」 番組訪問回数 11回
  - 2021年3月15日 「特別編　大竹しのぶと宮城スペシャル」 番組訪問回数 9回
  - 2021年3月29日 「特別編　佐藤隆太と福岡スペシャル」 番組訪問回数 8回
  - 2021年4月5日 「特別編　木村多江と徳島スペシャル」 番組訪問回数 8回
  - 2021年4月12日 「特別編　高橋克典と東京スペシャル」 番組訪問回数 8回
  - 2021年4月19日 「特別編　松坂桃李と神奈川スペシャル」 番組訪問回数 8回
- 2021年5月10日・17日放送より通常のロケを再開。2週にわたり、「大河・青天SP 満島真之介が埼玉・深谷でぶっつけ本番旅」と題し、大河ドラマ『青天を衝け』の故郷・埼玉県深谷市を訪問した。
- 都道府県スペシャル未放送府県の2020年5月までの番組訪問回数
  - 山形県（7回） 2021年11月15日 「AIのこんな旅がしてみたいSP」 - 2007年に鶴瓶と関根勤が訪れた西川町の旅の一場面を振り返る。
  - 茨城県（6回） 2021年7月5日 「特別編 武井壮と茨城“予習”スペシャル」 - 初出演の武井壮をゲストに旅する予定だった茨城県や旅の極意を"予習"。
  - 栃木県（5回）
  - 群馬県（5回）
    - 2020年6月15日 「2020特別編　日本の村スペシャル」 - 2000年に鶴瓶が訪れた六合村の旅、2009年に渡辺満里奈が訪れた昭和村の旅の一場面を振り返る。
    - 2021年11月8日 「ムロツヨシと奇跡の出会いSP」 - 2000年に天童よしみが訪れた大胡町の奇跡の出会いを振り返る。

  - 埼玉県（5回） 2020年6月15日 「2020特別編　日本の村スペシャル」 - 2018年に加山雄三が訪れた東秩父村の旅の一場面を振り返る。
  - 新潟県（7回）
  - 福井県（8回）
  - 山梨県（6回） 2021年7月12日 「特別編 吉田沙保里と山梨スペシャル」
  - 長野県（11回）
    - 2020年6月15日 「2020特別編　日本の村スペシャル」 - 2006年に鶴瓶が訪れた野沢温泉村の旅の一場面を振り返る。
    - 2021年11月22日 「ウエンツ瑛士と長野SP ぶっつけ本番旅の極意とは?」

  - 岐阜県（12回）
  - 愛知県（9回）
  - 三重県（5回）
  - 滋賀県（6回）
    - 2021年11月8日 「ムロツヨシと奇跡の出会いSP」
    - 2021年11月15日 「AIのこんな旅がしてみたいSP」
- :以上の2回とも、2019年に戸田恵梨香が訪れた甲賀市の旅を一場面ずつ振り返る。
  - 京都府（4回）
  - 大阪府（5回）
  - 兵庫県（6回）
  - 奈良県（5回） 2020年6月15日 「2020特別編　日本の村スペシャル」 - 2009年に鶴瓶と坂崎幸之助が訪れた曽爾村の旅の一場面とその場面に関連した2010年放送の番外編を振り返る。
  - 和歌山県（7回）
  - 鳥取県（5回） 2021年11月15日 「AIのこんな旅がしてみたいSP」 - 2019年に鶴瓶が訪れた米子市の旅の一場面を振り返る。
  - 島根県（7回）
  - 岡山県（8回）
  - 高知県（8回） 2021年11月8日 「ムロツヨシと奇跡の出会いSP」 - 鶴瓶が2019年に訪れた、いの市の旅の奇跡の出会いを振り返る。
  - 佐賀県（6回） 2021年11月8日 「ムロツヨシと奇跡の出会いSP」 - 奇跡の出会いの連続だった2017年武雄市の旅で出会った人々のその後を取材。
  - 宮崎県（7回）

### 再放送、DVD
初期は水曜日17時台に過去の回のリバイバル放送が行われていたが、首都圏はローカル情報番組のため、関西地区はローカル番組の再放送枠のため放送されなかった。
2006年度以降、以下の時間帯で定期的に再放送されているが、特別番組などにより放送休止の機会も少なくない。また、これ以外の時間帯に再放送される回もある。
- BS2
  - 2006年度 - 2008年度：火曜日 16時30分 - 17時13分（ただし年度前半には放送休止が非常に多かったため、2007年度以降「BS2で不定期に再放送」という表現に変わった）
  - 2009年度 - 2010年度：月曜日 8時15分 - 8時58分
- NHK総合
  - 2010年度：金曜日 0時45分 - 1時28分（木曜深夜）
  - 2011年度：日曜日 13時5分 - 13時48分（北海道地方では『世界ふれあい街歩き』再放送のため無し）
  - 2012年度：月曜日 16時5分 - 16時48分
  - 2013年度 - 2014年度：月曜日 10時5分 - 10時48分
  - 2015年度：月曜日 14時5分 - 14時48分
  - 2016年度 - 2017年度：金曜日 0時10分 - 1時23分（木曜深夜）
  - 2018年度：金曜日 1時 - 2時13分（木曜深夜）
  - 2019年度：金曜日 0時55分 - 2時8分（木曜深夜）
  - 2020年度：木曜日 23時45分 - 翌日 0時57分
  - 2021年度：木曜日 23時40分 - 翌日 0時52分
  - 2022年度：月曜日 14時5分 - 14時50分
  - 2023年度：月曜日 16時15分 - 17時
  - 2024年度 - 2025年度：土曜日 10時40分 - 11時25分

2009年からNHKオンデマンド、2020年3月2日放送分からNHKプラスでも配信され、インターネットで随時見られるようになった。NHKオンデマンドの配信期間は当初は放送後1週間程度、その後、10日程度、2週間程度と延び、2025年4月からは約1年見られるようになった。
2012年3月に、東日本大震災被災地での「再会編」を収録したDVDが発売された。震災以前にその場所を訪ねた回と併せて収録されている。
2016年から、通常の再放送とは別に『鶴瓶のひとり旅スペシャル』と題して、過去の放送回のうち鶴瓶の登場するシーンのみを再編集した番組を放送している。
| タイトル                                      | 放送日時                     | 備考                                                    |
| --------------------------------------------- | ---------------------------- | ------------------------------------------------------- |
| 鶴瓶のひとり旅スペシャル #1                   | 2016年9月22日 1:15 - 2:00    | 2016年4月 - 5月放送分から再編集                         |
| 鶴瓶のひとり旅スペシャル #2                   | 2017年3月20日 22:50 - 23:30  | 2016年5月 - 7月放送分から再編集                         |
| 鶴瓶のひとり旅スペシャル #3                   | 2017年6月10日 16:15 - 17:00  | 2016年8月 - 12月放送分から再編集                        |
| 鶴瓶のひとり旅スペシャル 2017 #1              | 2017年8月12日 20:15 - 21:00  | 2017年1月 - 3月放送分から再編集                         |
| 鶴瓶のひとり旅スペシャル 2017 #2              | 2017年11月25日 8:45 - 9:30   | 2017年4月 - 7月放送分から再編集                         |
| 鶴瓶のひとり旅スペシャル 2017 #3              | 2018年3月21日 10:05 - 10:50  | 2017年7月 - 9月放送分から再編集                         |
| 鶴瓶のひとり旅スペシャル 2018 #1              | 2018年10月13日 17:15 - 18:00 | 2017年11月 - 2018年2月放送分から再編集                  |
| 鶴瓶のひとり旅スペシャル 2018 #2              | 2018年12月30日 18:05 - 18:50 | 2018年3月 - 6月放送分から再編集                         |
| 鶴瓶のひとり旅スペシャル 2018 #3              | 2019年3月18日 19:30 - 20:13  | 2018年7月 - 10月放送分から再編集                        |
| 鶴瓶のひとり旅スペシャル 2019 #1              | 2019年12月14日 17:15 - 17:58 | 2018年11月 - 2019年3月放送分から再編集                  |
| 鶴瓶のひとり旅スペシャル 2019 #2              | 2020年2月23日 17:10 - 17:52  | 2019年4月 - 7月放送分から再編集                         |
| 鶴瓶のひとり旅スペシャル 2019 #3              | 2020年3月22日 1:50 - 2:32    | 2019年8月 - 12月放送分から再編集                        |
| 鶴瓶のひとり旅スペシャル 蔵出し映像編         | 2021年2月20日 3:25 - 4:07    | 番組開始以来の映像からの総集編                          |
| 鶴瓶のひとり旅スペシャル 2020年上半期名場面集 | 2021年2月28日 12:15 - 12:56  | 2020年1月 - 5月放送分から再編集。井上知幸がプレゼンする |

## 家族に一杯
2016年3月に開始した、地元で愛される一杯の料理を訪ねるコーナー。ナレーションは常盤貴子。2018年11月19日の常盤自身がゲストだった回は放送がなかった。
- いなりうどん（2016年3月21日、石川県金沢市）
- 豊島ラーメン（2016年4月11日、広島県大崎下島・豊島）
- あおさラーメン（2016年4月18日、静岡県浜松市）
- 七福神そば（2016年4月25日、東京都谷中・根津・千駄木）
- ゆし豆腐そば（2016年5月9日、沖縄県本部町）
- 大根そば（2016年5月16日、栃木県佐野市）
- 坊ちゃんうどん（2016年5月23日、徳島県阿南市）
- 天そば（2016年5月30日、北海道厚沢部町）
- 割子そば（2016年6月13日、島根県雲南市）
- 陣馬そば（2016年6月20日、東京都八王子市）
- け（森岳温泉の焼肉屋「串けん」のラーメンのメニュー）（2016年6月27日、秋田県三種町）
- にしんそば（2016年7月4日、岐阜県大垣市）
- 冷やしひもかわうどん（2016年7月25日、群馬県沼田市）
- かけうどん（2016年8月1日、アメリカ・サンフランシスコ）
- 朝だけ食べられるうどん（2016年8月29日、愛媛県宇和島市）
- そば屋「二男坊」の揚げおろしそば（2016年9月5日、福井県鯖江市）
- 御前そば（2016年9月26日、石川県宝達志水町）
- 「食堂せかい・中華ひるね」のチャーシューメン（2016年10月3日、兵庫県西宮市）
- ねぎうどん（2016年10月17日、京都府京都市）
- 山菜だらけそば（2016年10月24日、新潟県南魚沼市）
- 塩うどん（2016年11月7日、東京都江東区深川）
- 松阪牛おろしそば（2016年11月14日、三重県松阪市）
- 肉ごぼう天うどん（2016年11月21日、山口県柳井市）
- とろろざるそば（2016年12月5日、奈良県宇陀市）
- しょうゆラーメン（2016年12月12日、山梨県笛吹市）
- けんちんうどん（2017年1月16日、静岡県浜松市北区）
- 富山ブラックラーメン（2017年1月23日、富山県富山市）
- ハモ添えラーメン（2017年2月6日、大分県中津市）
- カレーうどん（2017年2月13日、兵庫県赤穂市）
- 鹿児島とんこつラーメン（2017年2月20日、鹿児島県いちき串木野市）
- そうめんちり（2017年3月6日、福岡県糸島市）
- 牡蠣ラーメン（2017年3月13日、宮城県東松島市）
- スタミナ丼（2017年4月3日、茨城県水戸市）
- タイめし（2017年4月10日、愛媛県上島村）
- 牛丼（2017年4月17日、熊本県南阿蘇村）
- 茶飯（2017年5月8日、鹿児島県枕崎市）
- 冷や汁（2017年7月3日、宮崎県宮崎市）
- 香茸おこわ（2017年7月10日、鳥取県日南町）
- まご茶（2017年7月24日、千葉県館山市）
- ラテ（2017年8月7日、オーストラリア・メルボルン）
- ヒル貝大鍋（2017年8月28日、北海道石狩市）
- かけうどん（2017年9月4日、香川県東かがわ市）
- 鮎めし（2017年9月11日、愛知県豊田市）
- そば米汁（2017年10月2日、徳島県神山町）
- ちゃんぽん（2017年10月16日、滋賀県彦根市）
- けの汁（2017年10月23日、青森県黒石市）
- かつ丼（2017年11月6日、佐賀県武雄市）
- 水ごろくのおつゆ（2017年11月13日、石川県加賀市）
- りゅうきゅう丼（2017年11月20日、大分県日出町）
- 五目めし（2017年12月4日、愛知県瀬戸市）
- かけうどん（2018年1月15日、鹿児島県鹿児島市）
- 豆腐と油揚げのみそ汁（2018年1月22日、新潟県阿賀野市）
- 金剛山頂のきつねうどん（2018年2月5日、大阪府千早赤阪村）
- ワカメのしゃぶしゃぶ（2018年3月5日、宮城県利府町）
- ゲタ（シタビラメ）の汁かけご飯（2018年3月12日、岡山県瀬戸内市）
- 温たまらん丼（2018年4月2日、鹿児島県指宿市）
- 寒天ラーメン（2018年4月9日、岐阜県恵那市）
- つけけんちんそば（2018年4月16日、茨城県常陸太田市）
- 伏木ちゃんこ（2018年5月7日、富山県氷見市）
- キャベツのつみれ汁（2018年5月14日、千葉県銚子市）
- 北海道の恵みたっぷりなシチュー（2018年6月4日、北海道新冠町）
- たけふ駅前中華そば（2018年6月11日、福井県越前市）
- 食堂「川ヤス」の川ヤスうどん（2018年6月25日、宮崎県国富町）
- だご汁（2018年7月2日、長崎県雲仙市）
- しょうがの冷やし飴（2018年7月9日、高知県高知市）
- いわしのみそ汁（2018年7月23日、神奈川県真鶴町）
- ホワイトアスパラガスのスープ（2018年8月13日、オランダ・ロッテルダム）
- 月見焼きそば（2018年8月27日、秋田県羽後町）
- スタミナにんにく鳥ラーメン（2018年9月3日、長野県長野市戸隠）
- つぼ汁（2018年9月10日、青森県横浜町）
- 茶汁（2018年10月1日、京都府宇治田原町）
- 大名かつ丼（2018年10月15日、新潟県津南町）
- 舞茸ごはん（2018年10月22日、島根県飯南町）

## スタッフ
- 企画：山名啓雄（以前は、プロデュースも担当）
- 副音声解説：佐久田脩→園部啓一
- 構成：井上知幸
- 音楽：さだまさし
- プロデューサー：井上繭子
- 制作統括：杉山賢治、友杉徳孝
- 演出：鈴木康之
- 製作著作：NHK

### 注記
1. ↑  以前はプロデュースも担当。
2. ↑  なお、朝日放送プロデューサーの松本修が、これに先立ちさだを起用したまったく同じ企画を考えていたが、放送枠がなくて実現できなかったと著書『探偵!ナイトスクープ アホの遺伝子』で明かしている。
3. ↑  前回の訪問は2010年2月1日・2月8日放送分。このときのパートナーは坂口憲二。
4. ↑  広島局では、まれに後続番組の『お好み845』も小野が担当することがある（2023年5月8日など）。
5. ↑  「家族に一杯」コーナーを担当。
6. ↑  『三宅民夫のマイあさ!』放送終了後、CR-131スタジオにてナレーションの収録を行っている。
7. ↑  2019年1月21日、2月4日放送分は休演。小野が代役を務めた。2020年4月23日に心不全のため東京都内の病院で逝去。
8. ↑  NHKオンデマンドのサービスは2008年12月に始まり、家族に乾杯も配信対象と発表されていたが、2008年12月放送の回はいずれも当時のジャニーズ事務所のタレントが出演していたため権利関係の都合で配信されなかった。その後も、ジャニーズ事務所のタレントがゲストの回は配信されなかった。